# Sint Agatha (plaats)
Sint Agatha (dialect: Sint Aagte) is een Nederlands dorp en voormalige gemeente in de Noord-Brabantse gemeente Land van Cuijk. Op 1 januari 2023 telde het dorp 490 inwoners, verdeeld over 213 woningen, met een gemiddelde WOZ-waarde van € 433.000, op een oppervlakte van 5,85 km².

## Etymologie
Het dorp is vernoemd naar de Heilige Agatha van Sicilië, de heilige aan wie de kapel en het klooster zijn gewijd.

## Geschiedenis
Op 4 september 1315 werd in een document gewag gemaakt van een kapel van Sint Agatha onder Kuycbrockele. Omstreeks 1371 werd het    Klooster Sint Aegten gesticht. 
Sint Agatha fungeerde als zelfstandig dorp, dat deel uitmaakte van het Land van Cuijk. In 1810 werd het bij de gemeente Cuijk gevoegd, waardoor de gemeente Cuijk en Sint Agatha ging heten. Deze gemeente werd in 1994 opgeheven, waarna een nieuwe, grotere fusiegemeente Cuijk ontstond. Sinds 1 januari 2022 is deze gemeente weer opgegaan in de gemeente Land van Cuijk.

## Bezienswaardigheden
- Het Kruisherenklooster of Klooster Sint Aegten, omstreeks 1371 opgericht door de kruisheren. In dit klooster werden veel missionarissen opgeleid. Dit gebeurde in de zogenaamde "Latijnse school". Het klooster is het oudste nog bewoonde klooster van Nederland. In 1962 ontwierp architect Jos Schijvens een nieuwe refter en bibliotheek voor het klooster. Ook werd de zolderverdieping ingrijpend gerenoveerd, maar deze laatste uitbreiding is inmiddels weer ongedaan gemaakt.
In juni 2006 werden, na een verbouwing van het klooster, enkele ruimten in gebruik genomen door het Erfgoedcentrum Nederlands Kloosterleven,[4] dat onderdak biedt aan het erfgoed van vele kloostergemeenschappen. De collectie bevat in hoofdzaak archiefstukken, maar ook voor een kloosterorde of congregatie kenmerkende boeken en voorwerpen worden hier bewaard en toegankelijk gemaakt. Ook de Kruisheren zelf brachten het erfgoed van hun orde onder in Sint Agatha waaronder het bijzondere Graduale van Johannes van Deventer[5]. Een reusachtig koorboek, geschreven rond 1500. In december 2023 is het 22 kilo wegende boek toegevoegd aan het Nederlandse Memory of the World Register[6].  Het centrum is sinds 10 december 2015 opgenomen in het Museumregister Nederland. Het erfgoedcentrum is tevens een van de Nederlandse Stempelpunten op de Pelgrimsroute naar Santiago de Compostella[7]
- De Jan van Cuijk, een gerestaureerde, witgeschilderde stenen beltmolen, die nog regelmatig in bedrijf te zien is.
- Het Heilig Hartbeeld op het kruispunt van de Kloosterlaan en Gildeweg, dat de Kruisheren in 1919 door de inwoners werd aangeboden.
- Landgoed en Huize De Hantert.

## Natuur en landschap
Sint Agatha ligt aan de Maas, met in de uiterwaarden weiland, verder van de rivier landbouwgrond. Het meest westelijke deel van Sint Agatha is Padbroek, waar vanaf 1970 een nieuwbouwwijk van Cuijk is ontstaan. Ten oosten hiervan ligt landgoed De Hantert.

## Verenigingsleven
Sint Agatha kent een rijk verenigingsleven. 
- Biljartvereniging de S-bocht
- Biljartvereniging Welgedacht
- Carnavalsvereniging "De Ulewappers"
- Carnavalsvereniging "Oud Prinsenclub"
- Dartvereniging in café de S-bocht
- Dameskorfbalvereniging Quick-Up (opgericht in 1957)
- Fanfare 'H. Agatha'
- Jeugd- en jongerenwerk 't Staagje'
- Koor 'De Maasklanken' (dames- en herenkoor)
- Ouderenbond KBO St. Agatha
- Schutterij Oranje Agatha (opgericht in 1894)
- Tennisvereniging 't Poortje
- Voetbalclub 'VCA' (Voetbal Club Agatha, opgericht in 1961)
- Zanggroep 'Creation'

## Nabijgelegen kernen
Cuijk, Oeffelt, Haps. Tot 1968 bestond een veerpont over de Maas naar Middelaar met vaste dienstregeling. Per 2015 is dit voetveer met de gerestaureerde "Zeldenrust" in gebruik tijdens de zomermaanden.